# Władysław Ćwik
Władysław Ćwik (ur. 27 czerwca 1929 w Wólce Nieliskiej k. Zamościa, zm. 11 września 2009) – polski prawnik, wykładowca, specjalista z zakresu historii prawa Polski.
Studiował prawo na UMCS-ie oraz Uniwersytecie Warszawskim. Stopień naukowy doktora uzyskał w roku 1961, a doktora habilitowanego w 1968. W 1977 roku otrzymał tytuł naukowy profesora nadzwyczajnego, a 1993 profesora zwyczajnego. Od 1953 pracował na lubelskiej uczelni, gdzie przeszedł wszystkie szczeble kariery naukowej od asystenta do profesora zwyczajnego. W latach 1972–1978 był prodziekanem Wydziału Prawa i Administracji UMCS. Kierował też Zakładem Historii Państwa i Prawa.
Od końca lat 70. zajmował się filią UMCS w Rzeszowie. W latach 1978–1981 pełnił funkcję prorektora ds. Filii UMCS. Zaś od 1984 do 1987 roku był prodziekanem Wydziału Prawa i Administracji Filii UMCS w Rzeszowie. Uważa się, że przyczynił się znacząco do rozwoju tego późniejszego uniwersytetu. Od 1998 roku związał się z Wyższą Szkołą Administracji i Zarządzania w Zamościu. Pod koniec życia pracował w Wyższej Szkole Prawa i Administracji w Przemyślu.
W uznaniu swych zasług otrzymał Złoty Krzyż Zasługi, Krzyż Kawalerski Orderu Odrodzenia Polski oraz Medal Komisji Edukacji Narodowej. Hobbystycznie pisał teksty kabaretowe. W 1994 roku wydano jego zbiorek tekstów pt. "Mój ucieszny UMCS".